# Station Quesnoy-sur-Deûle
Station Quesnoy-sur-Deûle Was een spoorwegstation in de Franse gemeente Quesnoy-sur-Deûle. Het wordt met een beperkte dienstregeling bediend door lijn 5 van de TER-Nord-Pas-de-Calais, met de sluiting van de spoorlijn in 2019 is het station gesloten de treinen werden vervangen door bussn.